# Lübecker Stadtansicht des Elias Diebel
Die Lübecker Stadtansicht des Elias Diebel ist ein Panoramabild der Hansestadt Lübeck aus dem 16. Jahrhundert.

## Der Holzschnitt
Der monumentale Holzschnitt von 340 Zentimetern Länge und 73 Zentimetern Höhe ist ein Werk des Lübecker Künstlers Elias Diebel und entstand im Jahr 1552. Er ist aus zwei Lagen von je zwölf Holzschnitten zusammengesetzt und zeigt Lübeck von Osten gesehen, wobei sich der Standort des imaginären Betrachters jenseits der Wakenitz auf dem Falkenwiese genannten Warder gegenüber dem Hüxtertor mit den davorliegenden mittelalterlichen Wasserkünsten befindet. Der Stich ist mit einem Schriftband bezeichnet: LVBECA VRBS IMPERIALIS LIBERA CIVITATVM WANDALICARVM ET TOTIVS ANZAE SAXONICAE CAPVT.

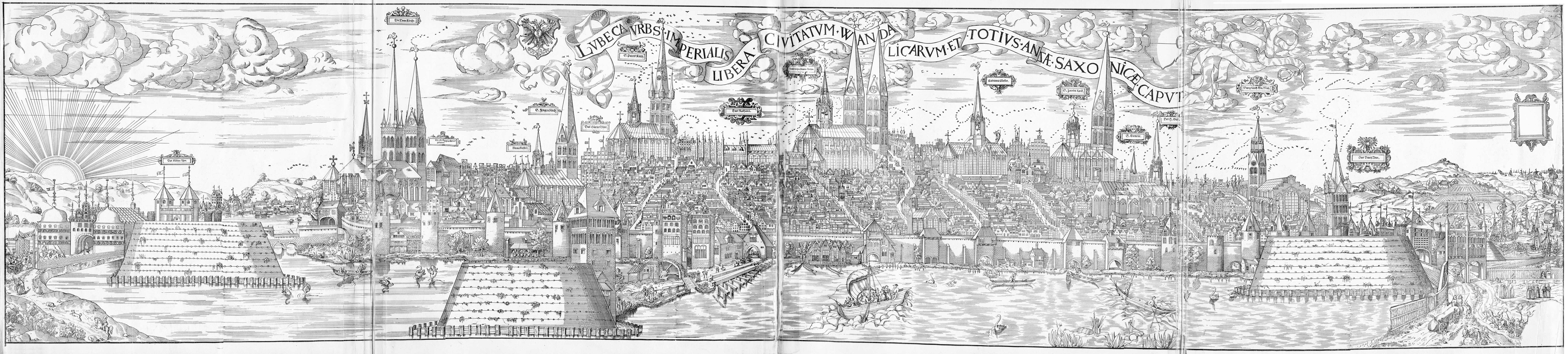
Elias Diebels Lübeck-Panorama

Neben den fünf herausragenden Kirchen mit ihren sieben Türmen – Dom, Aegidienkirche, Petrikirche, Marienkirche und Jakobikirche – sind zahlreiche weitere Bauten dargestellt und zum Teil mit Namensschildern versehen, darunter das Rathaus sowie Mühlentor und Burgtor.
Diebels Darstellung ist detailreich und erhebt Anspruch auf Realitätsnähe. Die Überhöhung des Stadthügels mit Rathaus und Marienkirche auf der Spitze ist eine der wenigen nachweisbaren künstlerischen Freiheiten und dient der besseren Wiedergabe der Straßenzüge. Auch die wichtigsten Gebäude sind überhöht dargestellt, um sie herauszuheben. Teilweise sind auch Straßenzüge auf Westseite der Altstadtinsel "hochgeklappt", um sie auf dem Blatt mit darstellen zu können. Der Lübecker Museumsdirektor Wulf Schadendorf beschrieb 1979 treffend, dass "Vogelschau und Vedute miteinander im Kampf liegen: die Vogelschau wird erstrebt, doch Lage und Charakter der Stadtgestalt gebieten die Vedute."
Der Monumentalholzschnitt wurde nur in geringer Zahl in zwei Auflagen 1552 und 1574 gedruckt. Nur zwei Exemplare blieben bis heute erhalten: Ein koloriertes aus der ersten Auflage von 1552, das sich im Besitz des Germanischen Nationalmuseums in Nürnberg befindet; und ein Exemplar der zweiten Auflage von 1574 in der British Library in London (Signatur Maps R.17.c.10.). Letzteres ist identisch mit dem lange verschollen geglaubten Exemplar, das Johannes Geffcken 1843 aus dem Nachlass des Hamburger Senators Johann Georg Mönckeberg erworben und 1855 als Faksimile-Lithographie herausgegeben hatte. Die Lithographie bestand aus sieben Blättern, die zusammen eine Bildfläche von 73,6 × 341,3 cm ergeben.
Nach dem Tode Geffckens erwarb die British Library im Jahr 1870 den Holzschnitt. Das Faksimile wurde bereits 1881 neu wieder aufgelegt. Eine weitere Auflage erschien 1906, herausgegeben und mit einem erläuternden Text versehen von Friedrich Bruns, als Gabe zur Tagung des Hansischen Geschichtsvereins und des Vereins für Niederdeutschen Sprachforschung.

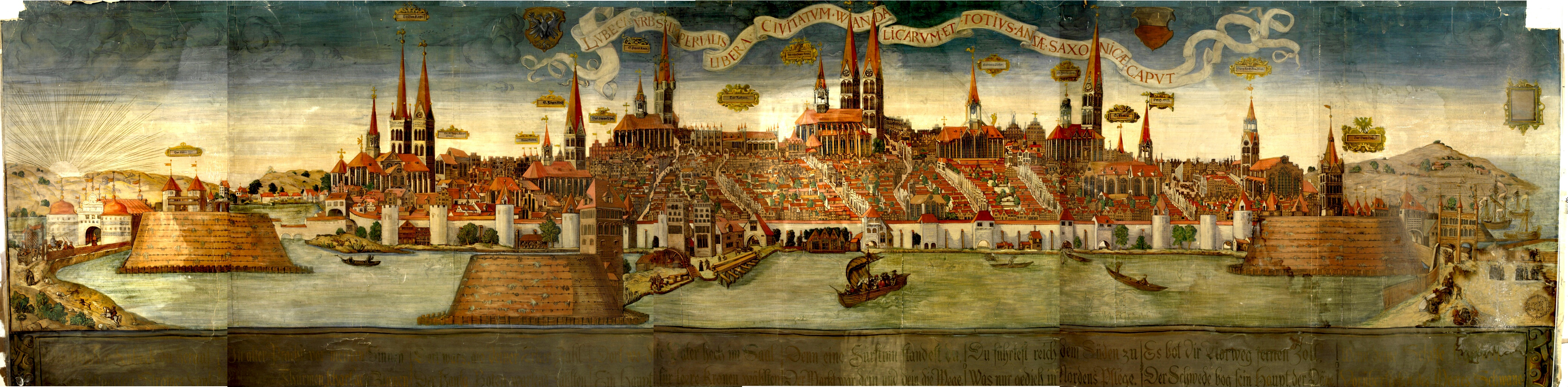
Coloriertes Faksimile von 1855

Der Kunsthistoriker Gustav Lindtke wies darauf hin, dass die von Anton Woensam 1531 geschaffene Ansicht der Stadt Köln Vorbild für die Arbeit gewesen sein könnte.

## Das Stadtlob
Zu dem Holzschnitt schuf Petrus Vincentius, der Rektor des Katharineums als Begleittext ein Stadtlob aus 215 elegischen Distichen in lateinischer Sprache, das er als Antrittsvorlesung am 8. November 1552 im Auditorium der Schule, dem ehemaligen Kapitelsaal des Katharinenklosters vortrug. Vermutlich wurde dazu auch die Stadtansicht ausgestellt. Das Stadtlob ist vielfach nachgedruckt worden, zuerst durch David Chytraeus in Rostock. Später hat Zacharias Orth es als Vorlage für ein ähnliches Stadtlob auf Stralsund benutzt, und noch Nikolaus von Reusner hat es als vorbildhaft gerühmt.

## Heutiger Nutzen

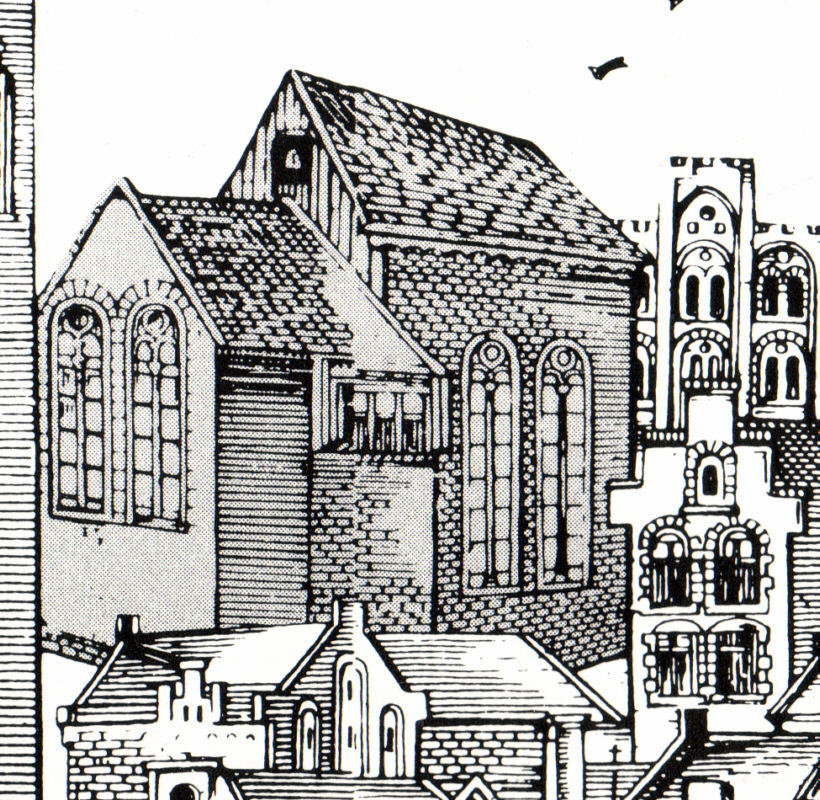
Detail St. Johann auf dem Sande

Wegen der Wirklichkeitsnähe und des Detailreichtums ist das Diebel-Panorama bis heute von großer Bedeutung für Lübecker Historiker und Archäologen, denen die großformatige Stadtansicht als Grundlage für die Rekonstruktion längst verschwundener oder über die Jahrhunderte erheblich veränderter Bauten dient. Ein gutes Beispiel ist die im 17. Jahrhundert abgetragene Kirche St. Johann auf dem Sande, die nur als Detail aus Diebels Holzschnitt zeichnerisch überliefert ist. Zudem bietet der Holzschnitt einen einzigartigen Gesamteindruck vom Erscheinungsbild einer Stadt des 16. Jahrhunderts. Selbst für archäologische Grabungen wird die Stadtansicht herangezogen. Von der heutigen Nutzanwendung her hat der Holzschnitt von Diebels für Lübecks Architekturgeschichte eine ähnlich zentrale Bedeutung wie die Rolle des Vicke Schorler für die Hansestadt Rostock.

## Ausgaben
- Lübeck in der Mitte des sechzehnten jahrhunderts. Sieben Blätter und ein Bogen Text. T.O. Weigel, Leipzig 1855. (510 × 830 mm)
- Lübeck in der Mitte des sechzehnten Jahrhunderts: Bemerkungen von Johannes Geffcken zu der Holzschnittansicht von Lübeck. 2. Auflage. Gläser, Lübeck [1881].
- Lübeck im sechzehnten Jahrhundert: Nachbildung des von J. Geffcken hrsg. grossen Holzschnitts von Lübeck. Mit erl. Text von Friedrich Bruns. Lübcke & Nöhring, Lübeck 1906[5]